# Stanley Newens
Arthur Stanley Newens (n. 4 februarie 1930, Londra, Anglia, Regatul Unit – d. 2 martie 2021) a fost un om politic britanic, membru al Parlamentului European în perioadele 1984-1989, 1989-1994 și 1994-1999 din partea Regatului Unit.